# 감아차기

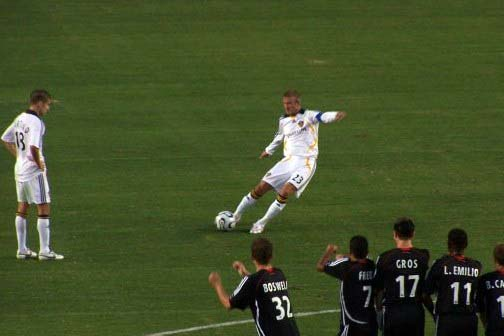
데이비드 베컴(가운데) 2007년 감아차기 장면

감아차기(Curl) 또는 바나나 킥(Banana kick)은 축구에서 공의 궤적이 바나나처럼 휘어지게 끔 차게 하는 축구 기술로 스핀 킥(Spin kick)이라고도 한다.
주로 '인프런트 킥'과 '아웃프런트 킥'을 통해서 발휘되며 일반적인 감아차기 보다 궤적이 조금 더 휘었을 때를 일컫는다.
주로 프리킥 상황에서 많이 사용되며 드물게 코너킥 상황에서 바나나 킥을 통해 크로스가 바로 골이 되는 경우도 있다.

## 이름
공이 공중에서 직선 경로에서 벗어나는 것을 영어권에서는 컬(curl) 또는 방향 전환(swerve)이라고 부른다. 그러나 공의 스핀 자체는 컬이라고도 한다. 구부리거나 구부리거나 방향을 바꾸는 슛을 컬러스(curlers) 또는 극단적인 경우에는 바나나 킥이라고 한다. 발 바깥쪽으로 볼에 컬을 넣는 기술은 때때로 트리벨라 ( 포르투갈어 용어)로 알려져 있으며, 히카르두 쿠아레즈마가 이 기술을 자주 사용했다. 공에 (사이드 컬 대신) 직선 컬을 가하는 탑 스핀 기술은 딥(dip) 또는 딥 슛(dipping shot)으로 알려져 있다. 1950년대 브라질의 스타 디디가 이 기술을 발명한 것으로 간주되어, 폴하 세카 (포르투갈어로 "마른" 또는 "죽은 잎")프리킥으로 불렸었다. 오늘날은 일반적으로 너클볼 기술로 알려져 있다. 이 기술은 또한 미디어에서 "tomahawk", 또는 "maledetta"( 이탈리아어 로 "저주받은")로 묘사되었다.

## 사용법

### 프리킥

1997년 프랑스(파란색)를 상대로 한 브라질(노란색)의 로베르토 카를로스의 벤딩 프리킥은 왼발 바깥쪽을 맞았다.

프리킥을 차는 사람은 종종 공의 방향을 꺽고 회전시켜 골키퍼의 손이 닿지 않는 수비 선수의 벽 위나 주위를 향해 공을 찬다. 골키퍼는 일반적으로 골대의 한쪽을 막도록 벽을 정리한 다음 다른 쪽에 서 있는다. 따라서 프리킥을 차는 사람은 다음과 같은 몇 가지 선택지가 있다. 과감히 벽에 공을 차거나, 힘을 사용하여 벽에 공의 방향을 꺽거나, 벽을 넘겨 차는 것(이렇게 하면 근거리 프리킥을 득점할 가능성은 줄어든다).
1950년대 브라질 스타 디디는 폴하 세카 기법을 발명한 것으로 널리 알려져 있다. 그러나 그 이전의 이탈리아 공격수 주세페 메아차도 이 기술을 사용한 것으로 알려져 있다. 오늘날, 너클볼 기술은 주니뉴 (그의 기술은 종종 에뮬레이트됨), 및 크리스티아누 호날두 같은 현대 선수들이 주로 사용한다. 가레스 베일 안드레아 피를로도 프리킥을 할 때 이 기술을 주로 사용하는 것으로 유명하다.

### 코너

이코너킥 골 중에 공이 움직이는 방식

바나나 킥은 코너킥 상황 시 효과적인 기술이 될 수 있다. 공은 득점을 향해 서서히 공중으로 이동하게 된다. 이를 인스윙 코너라고 한다. 때때로, 코너킥 선수는 공을 페널티 지역 가장자리로 구부려서 공격자가 발리를 하거나 터치한 다음 슛을 할 수도 있다. 아주 드물게 직접 골을 넣을 수 있다. 이를 "올림픽 골"이라고 하며 이를 위해서는 훌륭한 기술과 상대 골키퍼의 주의를 분산시켜야 한다.

### 패스
바나나 킥은 패스에서도 사용할 수 있다. 미드필드에서 공격 선수에게 효과적인 패스는 종종 수비수 주변의 컬 패스의 결과이거나 긴 크로스 필드 패스는 때때로 컬 또는 백스핀을 추가하여 도움을 받는다. 발의 안쪽 또는 발의 바깥쪽을 활용해서 사용할 있다. 발의 바깥쪽은 선수가 옆을 향하고 패스를 하기 위해 주로 사용하는 발을 사용하고자 할 때 사용할 수 있다. 이 기술은 trivela 로 알려져 있다.

## 원인
축구공의 스핀이 휘는 이유는 마그누스 효과로 알려져 있다. 이로 인해 회전하는 공이 소용돌이 형태로 한쪽 공기는 공과 함께 움직이고 다른 쪽 공기는 공에 저항하여 움직이게 된다. 이로 인해 기압의 차이가 발생하고 그 결과 공이 경로에서 벗어나게 된다.
마그누스 효과는 1852년에 이 효과를 기술한 독일의 물리학자 하인리히 구스타프 마그누스의 이름을 따서 명명되었다 1672년 아이작 뉴턴은 케임브리지 대학에서 테니스 선수들을 관찰한 후 이를 설명하고 그 원인을 정확하게 추론했다.

## 같이 보기
- 바이시클 킥
- 라보나